# Gimnastyka artystyczna na Letniej Uniwersjadzie 2009

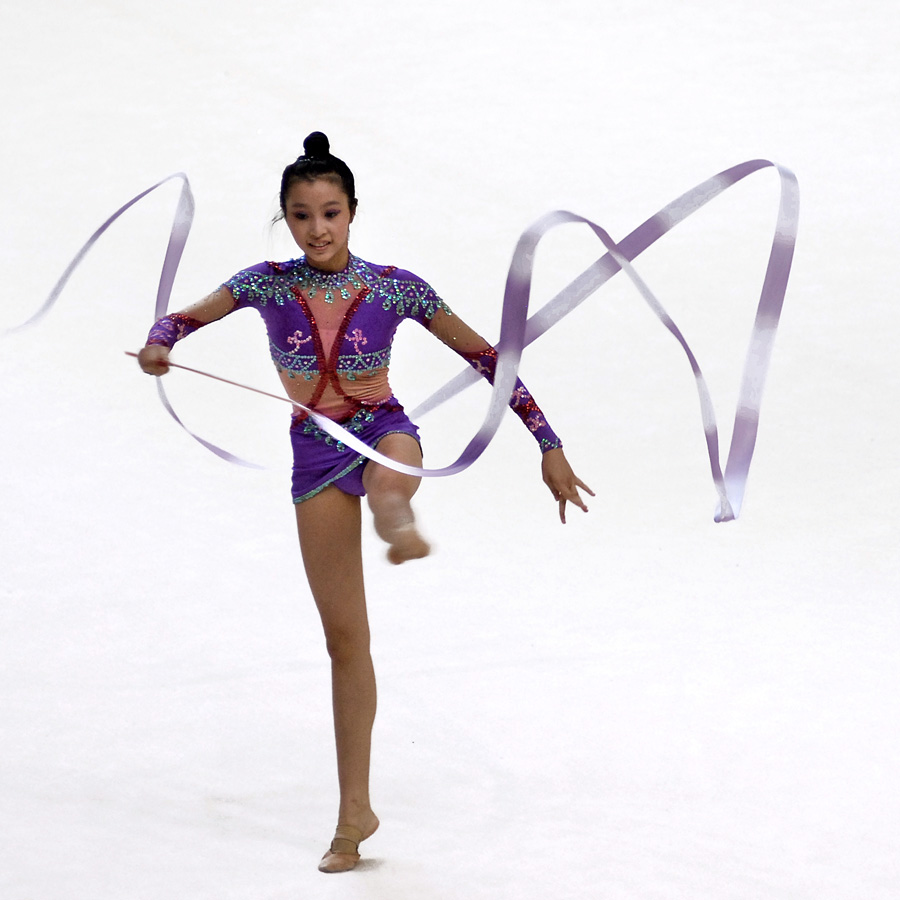

Gimnastyka artystyczna na Letniej Uniwersjadzie 2009 odbędzie się w dniach 9 lipca - 11 lipca w hali Belgrade Fair - Hala 1 w Belgradzie. 
Belgrade Fair - Hala 1 oddalona jest od wioski akademickiej o 4,5km.
Do rozdania będzie 8 kompletów medali. Wszystkie w konkurencjach żeńskich.

## Obiekty
| Obiekt                 | Miasto  | Odległość od wioski uniwersyteckiej | Odległość od wioski uniwersyteckiej | Funkcja  |
| Obiekt                 | Miasto  | Kilometry                           | Czas                                | Funkcja  |
| Belgrade Fair - Hala 1 | Belgrad | 4,5 km                              | 10 min                              | Zawody   |
| Belgrade Fair - Hala 4 | Belgrad | 4,5 km                              | 10 min                              | Treningi |
| SH Stari DIF- GCZFK    | Belgrad | 6,0 km                              | 15 min                              | Treningi |
| Ice Rink Pionir        | Belgrad | 7,7 km                              | 15 min                              | Treningi |

## Medale

### Kobiety
| Konkurencja            | Złoto               | Srebro         | Brąz            |
| Kobiety                |                     |                |                 |
| Wielobój indywidualnie | Jewgienija Kanajewa | Anna Besonowa  | Alija Jusupowa  |
| Ćwiczenia z piłką      | Jewgienija Kanajewa | Anna Besonowa  | Daria Kondakowa |
| Ćwiczenia z obręczą    | Jewgienija Kanajewa | Irina Risenzon | Alija Jusupowa  |
| Ćwiczenia z wstążką    | Jewgienija Kanajewa | Anna Besonowa  | Daria Kondakowa |
| Ćwiczenia ze skakanką  | Jewgienija Kanajewa | Anna Besonowa  | Daria Kondakowa |
| Zespoły (5+3+2)        | Rosja               | Japonia        | Ukraina         |
| Zespoły (3+2)          | Rosja               | Ukraina        | Japonia         |
| Zespoły (5)            | Rosja               | Korea Północna | Ukraina         |

## Wyniki
| - Wielobój indywidualnie - Ćwiczenia z piłką - Ćwiczenia z obręczą - Ćwiczenia z wstążką - Ćwiczenia ze skakanką - Zespoły (5+3+2) - Zespoły (3+2) - Zespoły (5) |